# Gårdsvattnet
Gårdsvattnet är en sjö i Strömsunds kommun i Jämtland och ingår i Ångermanälvens huvudavrinningsområde. Sjön har en area på 2,49 kvadratkilometer och ligger 351 meter över havet. Sjön avvattnas av vattendraget Allån. Byn Alavattnet ligger vid sjön Gårdsvattnets västra strand.

## Delavrinningsområde
Gårdsvattnet ingår i det delavrinningsområde (710545-148774) som SMHI kallar för Utloppet av Gårdsvattnet. Medelhöjden är 387 meter över havet och ytan är 11,96 kvadratkilometer. Räknas de 2 avrinningsområdena uppströms in blir den ackumulerade arean 32,23 kvadratkilometer. Allån som avvattnar avrinningsområdet har biflödesordning 3, vilket innebär att vattnet flödar genom totalt 3 vattendrag innan det når havet efter 222 kilometer. Avrinningsområdet består mestadels av skog (63 procent). Avrinningsområdet har 2,5 kvadratkilometer vattenytor vilket ger det en sjöprocent på 20,8 procent.